# Sterna striata
Sterna striata (danh pháp hai phần: Sterna striata) là một loài chim biển trong họ Nhàn. Loài này hiếm khi bơi, chỉ tắm dù có chân màng. Sterna striata là loài nhàn phổ biến nhất ở New Zealand. Chúng săn mồi theo bầy và lặn xuống bãi đá cạn và đánh mùi cá bị cá ớn hơn xua xuống dưới mặt nước. Loài chim này sinh sản giữa tháng 10 và tháng một trong các bầy lớn trên các mỏm đá và các đảo ngoài khơi. Loài này có nguồn gốc từ New Zealand, nhưng từ năm 1979 chũng cũng sinh sản trên các đảo ở eo biển Bass, phía bắc Tasmania. Nhiều con trú đông ở đông nam Úc, đặc biệt là chim chưa trưởng thành.